# فرنسيسكو ألفاريز مارتينيز
فرنسيسكو ألفاريز مارتينيز (بالإسبانية: Francisco Álvarez Martínez )‏ (و. 1925  م-2022) هو عالم عقيدة، وكاهن كاثوليكي إسباني.

## مناصب
تولى منصب رئيس الاساقفة
- مطران طليطلة  [لغات أخرى]‏
- أسقف قلهرة وكلزادا لوكروني  [لغات أخرى]‏
- أسقف طرسونة  [لغات أخرى]‏
- الكاردينال
- أسقف كاثوليكي.

## التعليم
تعلم في الجامعة البابوية في سلامنكا، والجامعة البابوية في كومايلاس ‏.